# NGC 3003
NGC 3003 is een balkspiraalstelsel in het sterrenbeeld Kleine Leeuw. Het hemelobject werd op 7 december 1785 ontdekt door de Duits-Britse astronoom William Herschel.

## Synoniemen
- UGC 5251
- MCG 6-22-13
- ZWG 182.21
- KUG 0945+336
- IRAS 09456+3339
- PGC 28186